# Traité de l'origine des romans

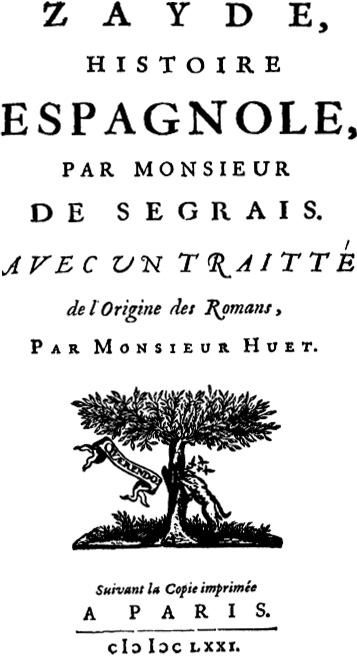
Page de garde de Zayde de Marie-Madeleine de La Fayette avec le Traité sur l'origine des romans

Le Traité de l’origine des romans, paru pour la première fois en 1670 sous la plume de Pierre-Daniel Huet, évêque d’Avranches, comme préface à Zaïde de Marie-Madeleine de La Fayette, a été la première histoire du roman un peu développée.
Le Traité de l’origine des romans est considéré aujourd’hui comme la première histoire de la littérature au sens moderne du mot - bien que le mot Littérature lui-même fasse encore défaut, comme manque également la limitation à la tradition particulière d'une nation. L'histoire du roman devient ici une histoire des fictions. Les questions de Huet sont vastes : Comment définit-on le roman ? Comment s'est-il développé dans le grand fleuve mondial des traditions entre l'antique espace méditerranéen et le Nord après que ce dernier eut été submergé par la barbarie ? Pourquoi l'homme imagine-t-il des fictions ? Quel rôle jouent-elles dans la culture ?

## Histoire de la publication
Bien que ce texte ait paru pour la première fois en 1670, comme introduction à un roman, on pouvait déjà se le procurer peu après cette date dans des éditions indépendantes en français, en latin et en anglais. Ainsi, la première édition anglaise indépendante parut en 1672 sous le titre A Treatise of Romances and their Original. By Monsieur Huet. Translated out of French (Londres : Heyrick, 1672). La carrière du Traité dans le monde érudit commença avec les éditions en latin. Une traduction allemande d'Eberhard Werner Happel parut sous le titre Der insulanische Mandorell (Hambourg : Th. Roos, 1682). Par ailleurs on ajoutait toujours le texte du Traité aux nouvelles éditions de Zayde vendues surtout aux Pays-Bas.

## Édition moderne
- Pierre-Daniel Huet, Lettre-traité de Pierre Daniel Huet sur l'origine des romans, Éd. Fabienne Gégou, Paris, Nizet, 2005  (ISBN 2-7078-0254-9)

## Le traité en ligne
- « Traité de l'origine des romans suivi d'observations et de jugemens sur les romans français, avec l'indication des meilleurs romans qui ont paru surtout pendant le XVIIIe siècle jusqu'à ce jour » (consulté le 14 octobre 2023), Paris, N.-L.-M. Desessarts, an VII